# Spirostreptus fasciatus
Spirostreptus fasciatus är en mångfotingart som beskrevs av Newport 1844. Spirostreptus fasciatus ingår i släktet Spirostreptus och familjen Spirostreptidae. Inga underarter finns listade i Catalogue of Life.